# 布瓦布朗站
布瓦布朗站是法国北部城市里尔的一个地铁车站，位于里尔地铁2号线上，自1989年4月1日起开放。

## 站名
“布瓦布朗”法语意为“白树林”，该站所在的街区亦以此命名。

## 位置
布瓦布朗站（50°38'4.24"N, 3°1'49.58"E）位于里尔的布瓦布朗街区内。

## 设施
布瓦布朗站站为一个地下车站，通过自动扶梯连接地面，设有自动售票机、电子显示器、屏蔽门等设施。

## 站台设置
| 东北↑ |      |                      |
|       | 侧式 |                      |
|       |      | 洛姆-圣菲利贝尔方向← |
|       |      | 德龙中心医院方向→    |
|       | 侧式 |                      |
| 西南↓ |      |                      |

## 配套交通

### 城市公共交通
| 布瓦布朗站附近的公共交通线路 |            |          |
| 公交车站名称                 | 位置       | 停靠线路 |
| 白树林                       | 地铁站附近 | 18       |

### 社会车辆
布瓦布朗站附近缺乏停车位。

## 临近车站
| 上一站                  | 里尔地铁 | 里尔地铁      | 里尔地铁 | 下一站               |
| ----------------------- | -------- | ------------- | -------- | -------------------- |
| 康特勒往洛姆-圣菲利贝尔 |          | 里尔地铁2号线 |          | 里尔港往德龙中心医院 |